# Richard Hay

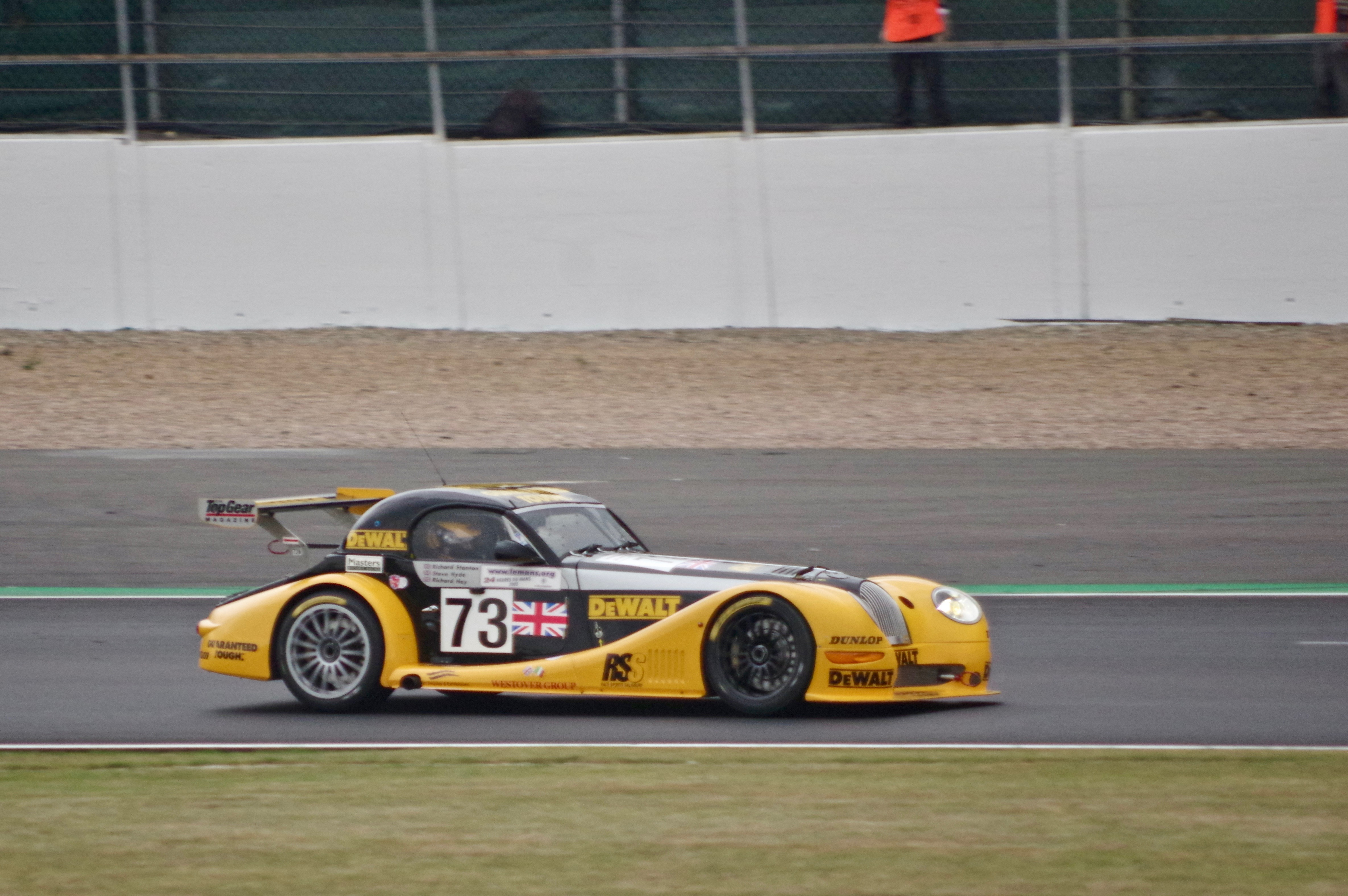
Mit diesem Morgan Aero 8 bestritt Richard Hay das 24-Stunden-Rennen von Le Mans 2002

Richard Hay (* 18. August 1964 in Kidderminster) ist ein ehemaliger britischer Autorennfahrer.

## Karriere
Nach einem ersten Rennen 1999 war Richard Hay in den 2000er-Jahren im Sportwagensport aktiv. In seiner Karriere konnte er 2003 und 2008 jeweils einen Wertungslauf der Britischen GT-Meisterschaft für sich entscheiden.
Zweimal war er beim 24-Stunden-Rennen von Le Mans am Start und einmal beim 12-Stunden-Rennen von Sebring. In Le Mans fiel er bei beiden Einsätzen aus; in Sebring wurde er 2003 20. in der Gesamtwertung.

## Statistik

### Le-Mans-Ergebnisse
| Jahr | Team                       | Fahrzeug         | Teamkollege     | Teamkollege | Platzierung | Ausfallgrund     |
| ---- | -------------------------- | ---------------- | --------------- | ----------- | ----------- | ---------------- |
| 2002 | DeWALT Racesport Salisbury | Morgan Aero 8R   | Richard Stanton | Steve Hyde  | Ausfall     | Motorschaden     |
| 2003 | Dewalt Racesport Salisbury | TVR Tuscan T400R | Richard Stanton | Rob Barff   | Ausfall     | Kraftübertragung |

### Sebring-Ergebnisse
| Jahr | Team                       | Fahrzeug         | Teamkollege | Teamkollege     | Platzierung | Ausfallgrund |
| ---- | -------------------------- | ---------------- | ----------- | --------------- | ----------- | ------------ |
| 2003 | DeWalt Racesport Salisbury | TVR Tuscan T400R | Rob Barff   | Richard Stanton | Rang 20     |              |